# Cavale (voilier)
https://www.hisse-et-oh.com/discuss/tavern/en-cavale-aux-scilly#6424f77c040dbf316d2a9b8fFichier:RWBA+Fähre(R).svg+Fichier:Gouvernail.svgCet+article+est+une+ébauche+concernant+un+bateau+ou+un+navire+et+le+nautisme.Vous+pouvez+partager+vos+connaissances+en+l’améliorant+()+selon+les+recommandations+des+projets+correspondants.
Pour les articles homonymes, voir Cavale.
La Cavale est une classe de petit croiseur côtier de 5,50 m, dessinée par Jean-Jacques Herbulot, pour l'école de voile des Glénans en 1966. 

## Description
Il ressemble beaucoup au Mousquetaire, avec des dimensions proches du Corsaire mais une cabine, sans roof, très basse et plus courte. On peut éventuellement y dormir à deux et pratiquer le camping côtier.
C'est un dériveur lesté. La construction est en contreplaqué marine, sa coque est donc à bouchains vifs. Il existe deux versions de la Cavale : 
- Cavale Classique : version « des Glénans », sans roof, gréée 7/8e, sans pataras ;
- Cavale HC : sortie des chantiers Craff (sur l'Odet) est gréée en tête, dispose d'un roof et d'un pataras.

La version HC dispose d'un lest de 350 kilogrammes et avec un tirant d'eau de 75 cm dérive haute, supérieur à celui de la cavale « Glénan », elle devient un véritable petit croiseur. Elle dispose de quatre couchettes, et à l'origine était immatriculable en quatrième catégorie